# Trafika (politika)
Trafika neboli poskytování pracovních míst a dalších výhod přátelům výměnou za další protislužby je znovuobjevený pojem v současném veřejném a politickém žargonu. Politická trafika je projevem klientelismu, podobně nepotismus je poskytnutí laskavosti příbuzným. Opakem je meritokracie, kdy se jmenování provádí čistě na základě kvalifikace.

## Historie
Již od zavedení tabákového monopolu císařem Josefem II. byly při udělování koncesí prodeje tabáku upřednostňovány oběti války, zchudlí státní zaměstnanci či jejich příbuzní. Na tuto tradici navázalo nově vzniklé Československo po první světové válce, kdy na trafiku měl nárok každý válečný poškozenec, přednost dostávali ti s nejtěžším poškozením, či slepci. Alternativou byla licence k provozování loterie či biografu.
Dnes je pojem chápán i v přeneseném slova smyslu výhodného a přitom nenáročného místa ve veřejné či státní správě, jež politik dostane za prokázané služby v politickém mocenském boji – buď jako spojenec za věrnost, nebo jako protivník za protislužbu spočívající v politickém ústupku. Hovorově se takové místo někdy označuje také jako „teplé místo“. Funkce přidělená z protekce či „za odměnu“, která je pro nositele především zdrojem bezpracných příjmů, se označuje také slovem pašalík. Významnou kauzou označovanou za politickou trafiku se týkala premiéra Nečase a 3 poslanců, kteří se vzdali mandátů výměnou za pozice ve státních firmách. Tato kauza přispěla k pádu vlády Petra Nečase v roce 2013. 